# 日祐 (スーパーマーケット)
日祐（にちゆう）は、佐賀県でかつて県内を中心に13店舗のスーパーマーケットを展開していた地場大手の小売業者。80年代末以降はニチユー。
1986年（昭和61年）には売上高175億円を上げて、佐賀主婦の店の150億円や佐賀玉屋の146億円を上回り、佐賀県内に本社を置く小売業で首位となった。

## 歴史
1933年（昭和8年）に古川貞雄が呉服反物の行商卸を行ったのが始まりである。
1940年（昭和15年）に小城郡牛津町（現：小城市）に呉服卸問屋「古川商店」を開業したが、第二次世界大戦中に統制のため事業を休止した。
1951年（昭和26年）に「株式会社福井商店」を設立したが、経営難に陥ったことから1954年（昭和29年）に同社を解散した。
1955年（昭和30年）に「日祐衣料株式会社」を設立したが、1961年（昭和36年）に同社を解散して個人営業に戻し、同年に佐賀市東魚町に支店を開設して佐賀市に進出した。
1964年（昭和39年）6月6日に「株式会社日祐」を設立し、同年には佐賀市松原町にも出店した。
1965年（昭和40年）に東魚町支店を閉店し、1966年（昭和41年）に松原支店に食堂を開設した。
ショッピングポイントサービスではブルーチップに加盟。一時はグリーンスタンプに加盟していたハロー（マックスバリュ九州の前身の一つ）と激しく争っていた。1980年代後半にはグループ年商240億となる。
しかし1990年代に入り、東松浦郡七山村（現：唐津市）にゴルフ場を開発したことで多額の負債を抱えたことや、県外の大手資本が郊外型スーパーを相次いで開業させたこと、長崎自動車道の全通など福岡都市圏へのアクセスが向上したことなどもあり、売り上げは減少。1996年（平成8年）7月、再開発商業施設セリオの核テナントとして移転していた創業地牛津の店舗を残し、他の店舗をマルキョウの子会社・青木商事に譲渡した。
これらの店舗は当初「マルユー」という名義で運営されていたが、その後マルキョウ本体が子会社から店舗を分割吸収し、現在は「マルキョウ」の店舗となっている。
しかし牛津の店舗も更に激化した競争の中で県外勢に抗うことができず、ついに市内の同業者に事業譲渡し、小売業から全面撤退した。そしてかつての本店（佐賀店）近くで運営していたボウリング場「日祐ボウル」も2011年（平成23年）7月17日に閉店し、40年の歴史に幕を下ろした。

## 過去の店舗

### スーパーマーケット

#### マルキョウへ売却
- 日祐本店（佐賀市松原2-2-29[8][9]、1965年（昭和40年）11月28日開店[10][9]）

売場面積4,645 m2
総合百貨日祐（衣料品、売場面積1,485 m2）と祐栄（食品・雑貨、売場面積1,320 m2）の2店舗として出店していた。
1968年（昭和43年）7月29日に2階の総合百貨日祐から出火して同フロアは全焼し、1階の祐栄も水浸しとなり、総額約2億円の被害が生じる火災となった。
昭和40年代後半には佐賀玉屋やダイエーと共に佐賀市の商業の中心を形成していた。
マルキョウ佐賀店となったが、2013年（平成25年）11月19日で閉店となった。
- 神野店（佐賀市神野西4丁目13-5[要出典]）

売場面積230坪
- 本庄店（佐賀市本庄町[16]、1976年（昭和51年）8月開店[17]）

売場面積864m2
マルキョウ本庄店となったが、2015年（平成27年）5月末で閉店となった
- 川副店（佐賀市川副町、後に閉店）[要出典]
- 神埼店（神埼郡神埼町[16]、1976年（昭和51年）11月開店[19]）

売場面積1,476 m2
神崎町の商店街の一角に出店していた。
- 武雄店（武雄市武雄町大字昭和7[21]、1977年（昭和58年）6月29日開店[22]）

売場面積2,858 m2
- 白石店（杵島郡白石町[16]、1975年（昭和50年）11月開店[19]）

売場面積1,485 m2
- 嬉野店（藤津郡嬉野町下宿1077[10][9]、1968年（昭和43年）10月9日開店[10][9]）

総合百貨日祐（衣料品、売場面積693 m2）と祐栄（食品・雑貨、売場面積462 m2）の2店舗として出店していた。
売場面積1,468 m2

#### その他
- （初代）牛津店（小城郡牛津町柿樋瀬1071-4[24]、1959年（昭和34年）4月開店[24]）

売場面積132 m2 → 1,020m2
- （2代目）牛津店（小城郡牛津町柿樋瀬1062-1[25]、1995年（平成7年）11月22日開店[26]）

売場面積1,286 m2
牛津街づくり株式会社の「ショッピングプラザ セリオ」（延べ床面積5,360 m2、売場面積2,793 m2）の核店舗として出店した。
2005年（平成17年）7月にバニーズ牛津店が出店したが、2012年（平成24年）5月22日に閉店した。
2012年（平成24年）9月21日にスーパーモリナガ牛津店（売場面積約1,200 m2）が出店した。
- 伊万里店 → 伊万里浜町店[16]（伊万里市浜町甲532[29]、1967年（昭和42年）4月開店[24]）

売場面積280 m2
- 伊万里本町店（伊万里市本町[16]）

売場面積220 m2

#### 福岡県
- 雑餉隈店（福岡市博多区[16]）

売場面積330 m2
- 福岡西新店（福岡市西区西新2丁目[30]、1972年（昭和47年）11月開店[31] - 1979年（昭和54年）2月25日閉店[32]）

売場面積3,207 m2
衣料品が全体の約9割を占める衣料品スーパーであったが、ダイエー原店の進出による競争激化などで低迷し、地元の佐賀への西友や駅ビル・佐賀デイトスの出店に対応するため、閉店することになった。
ベスト電器へ店舗売却。現：ベスト電器西新店
- 大牟田店（大牟田市三里町3-6-1[33]、1969年（昭和44年）6月開店[34]）

敷地面積約2,797 m2、鉄筋コンクリート造地上2階建て、延べ床面積約3,465 m2、店舗面積約2,723 m2（当社店舗面積約893 m2）、駐車台数約50台。
和光ショッピングセンターの核店舗として出店していた。

#### 実現しなかった店舗
- 日祐タウンショッピングセンター（佐賀市末広1-386-2[35]、1991年（平成3年）6月7日開店予定[35]）

鉄筋コンクリート造5階建て・延べ床面積約52,257 m2、売場面積17,069m2（直営売場面積13,707 m2）
- ホープタウン21伊万里（伊万里市二里町八谷榒字一本松88-4[36]、1991年（平成3年）8月9日開店予定[36]）

鉄骨造3階建て・延べ床面積約23,525 m2、売場面積9,900 m2（直営売場面積8,200 m2）
- ホープタウン21神埼（神埼郡神埼町大字田道ヶ里字二本松3803-1[37]、1992年（平成4年）2月9日開店予定[37]）

鉄骨造2階建て、売場面積8,217 m2（直営売場面積8,217 m2）
- ホープタウン21松浦（松浦市志佐町里免字汐入395-3[38]、1993年（平成5年）3月25日開店予定[38]）

鉄骨造3階建て・延べ床面積約6,293 m2、売場面積4,927 m2（直営売場面積4,320 m2）

## 過去の小売店以外の事業所
- 日祐ボウル（佐賀市松原1丁目[7]4-18[要出典]）

1971年（昭和46年）開店。32レーンを備え、うち半分は木製レーンが残っていた。市内唯一の全日本ボウリング協会と日本ボウラーズ連盟の公認レーンだった。建物の老朽化のため2011年（平成23年）7月17日閉店。
- さが健康ランド（佐賀郡大和町[39]、1988年（昭和63年）12月7日開業[40]）

敷地面積約19,800 m2、鉄骨4階建て・延べ床面積約8,211.53 m2、駐車台数約400台
天然温泉の川上温泉を利用して、露天岩風呂など11の浴場と生け簀レストランやホテルを併設し、開業時点では九州最大級の健康ランドであった。
1989年（平成元年）8月にウォータースライダーや流水プールなどを備えた別館を増設した。
長崎自動車道 佐賀大和ICの近くにあり、佐賀駅からの送迎バスも運行されていた。
70席のミニ映画館や喫茶レストラン「ピア大和」・大衆いけすレストラン「日本海」も併設していた。
3階と4階には客室数28室・最大収容人数180名の「リバーサイドホテル川上」が営業していた。
子会社である(株)西日本エンタプライズが経営していた。
- 集配送センター（小城郡牛津町友田[5]）

面積626 m2
- 焼肉レストラン・ブリエル[41]